# Villa Battista
Villa Battista è una storica residenza liberty di Ercolano in Italia.

## Storia
La villa, risalente alla fine del XIX secolo, porta il nome di Onorato Battista, un farmacista insignito della medaglia d’oro all’Esposizione Italiana di Londra del 1904 per aver sviluppato l'ischirogeno.
La villa ospita attualmente appartamenti, studi professionali ed un bed&breakfast. Nel 2023 è stato allestito presso la residenza uno dei poli formativi dell'Università popolare cattolica (UNIPOC).

## Descrizione
Villa Battista rientra tra le ville vesuviane del Miglio d'Oro. Lo stile architettonico unisce elementi rococò e del liberty napoletano.
Sorge di fronte alla Real Villa della Favorita ed è poco distante da Villa Campolieto e Villa Ruggiero.